# 1242 год
1242 (ты́сяча две́сти со́рок второ́й) год  по юлианскому календарю — невисокосный год, начинающийся в среду. Это 1242 год нашей эры, 2‑й год 5‑го десятилетия XIII века 2‑го тысячелетия, 3‑й год 1240‑х годов. Он закончился 783 года назад.
| Пн | Вт | Ср | Чт | Пт | Сб | Вс |
|    |    | 1  | 2  | 3  | 4  | 5  |
| 6  | 7  | 8  | 9  | 10 | 11 | 12 |
| 13 | 14 | 15 | 16 | 17 | 18 | 19 |
| 20 | 21 | 22 | 23 | 24 | 25 | 26 |
| 27 | 28 | 29 | 30 | 31 |    |    |

| Пн | Вт | Ср | Чт | Пт | Сб | Вс |
|    |    |    |    |    | 1  | 2  |
| 3  | 4  | 5  | 6  | 7  | 8  | 9  |
| 10 | 11 | 12 | 13 | 14 | 15 | 16 |
| 17 | 18 | 19 | 20 | 21 | 22 | 23 |
| 24 | 25 | 26 | 27 | 28 |    |    |

| Пн | Вт | Ср | Чт | Пт | Сб | Вс |
|    |    |    |    |    | 1  | 2  |
| 3  | 4  | 5  | 6  | 7  | 8  | 9  |
| 10 | 11 | 12 | 13 | 14 | 15 | 16 |
| 17 | 18 | 19 | 20 | 21 | 22 | 23 |
| 24 | 25 | 26 | 27 | 28 | 29 | 30 |
| 31 |    |    |    |    |    |    |

| Пн | Вт | Ср | Чт | Пт | Сб | Вс |
|    | 1  | 2  | 3  | 4  | 5  | 6  |
| 7  | 8  | 9  | 10 | 11 | 12 | 13 |
| 14 | 15 | 16 | 17 | 18 | 19 | 20 |
| 21 | 22 | 23 | 24 | 25 | 26 | 27 |
| 28 | 29 | 30 |    |    |    |    |

| Пн | Вт | Ср | Чт | Пт | Сб | Вс |
|    |    |    | 1  | 2  | 3  | 4  |
| 5  | 6  | 7  | 8  | 9  | 10 | 11 |
| 12 | 13 | 14 | 15 | 16 | 17 | 18 |
| 19 | 20 | 21 | 22 | 23 | 24 | 25 |
| 26 | 27 | 28 | 29 | 30 | 31 |    |

| Пн | Вт | Ср | Чт | Пт | Сб | Вс |
|    |    |    |    |    |    | 1  |
| 2  | 3  | 4  | 5  | 6  | 7  | 8  |
| 9  | 10 | 11 | 12 | 13 | 14 | 15 |
| 16 | 17 | 18 | 19 | 20 | 21 | 22 |
| 23 | 24 | 25 | 26 | 27 | 28 | 29 |
| 30 |    |    |    |    |    |    |

| Пн | Вт | Ср | Чт | Пт | Сб | Вс |
|    | 1  | 2  | 3  | 4  | 5  | 6  |
| 7  | 8  | 9  | 10 | 11 | 12 | 13 |
| 14 | 15 | 16 | 17 | 18 | 19 | 20 |
| 21 | 22 | 23 | 24 | 25 | 26 | 27 |
| 28 | 29 | 30 | 31 |    |    |    |

| Пн | Вт | Ср | Чт | Пт | Сб | Вс |
|    |    |    |    | 1  | 2  | 3  |
| 4  | 5  | 6  | 7  | 8  | 9  | 10 |
| 11 | 12 | 13 | 14 | 15 | 16 | 17 |
| 18 | 19 | 20 | 21 | 22 | 23 | 24 |
| 25 | 26 | 27 | 28 | 29 | 30 | 31 |

| Пн | Вт | Ср | Чт | Пт | Сб | Вс |
| 1  | 2  | 3  | 4  | 5  | 6  | 7  |
| 8  | 9  | 10 | 11 | 12 | 13 | 14 |
| 15 | 16 | 17 | 18 | 19 | 20 | 21 |
| 22 | 23 | 24 | 25 | 26 | 27 | 28 |
| 29 | 30 |    |    |    |    |    |

| Пн | Вт | Ср | Чт | Пт | Сб | Вс |
|    |    | 1  | 2  | 3  | 4  | 5  |
| 6  | 7  | 8  | 9  | 10 | 11 | 12 |
| 13 | 14 | 15 | 16 | 17 | 18 | 19 |
| 20 | 21 | 22 | 23 | 24 | 25 | 26 |
| 27 | 28 | 29 | 30 | 31 |    |    |

| Пн | Вт | Ср | Чт | Пт | Сб | Вс |
|    |    |    |    |    | 1  | 2  |
| 3  | 4  | 5  | 6  | 7  | 8  | 9  |
| 10 | 11 | 12 | 13 | 14 | 15 | 16 |
| 17 | 18 | 19 | 20 | 21 | 22 | 23 |
| 24 | 25 | 26 | 27 | 28 | 29 | 30 |

| Пн | Вт | Ср | Чт | Пт | Сб | Вс |
| 1  | 2  | 3  | 4  | 5  | 6  | 7  |
| 8  | 9  | 10 | 11 | 12 | 13 | 14 |
| 15 | 16 | 17 | 18 | 19 | 20 | 21 |
| 22 | 23 | 24 | 25 | 26 | 27 | 28 |
| 29 | 30 | 31 |    |    |    |    |

## События

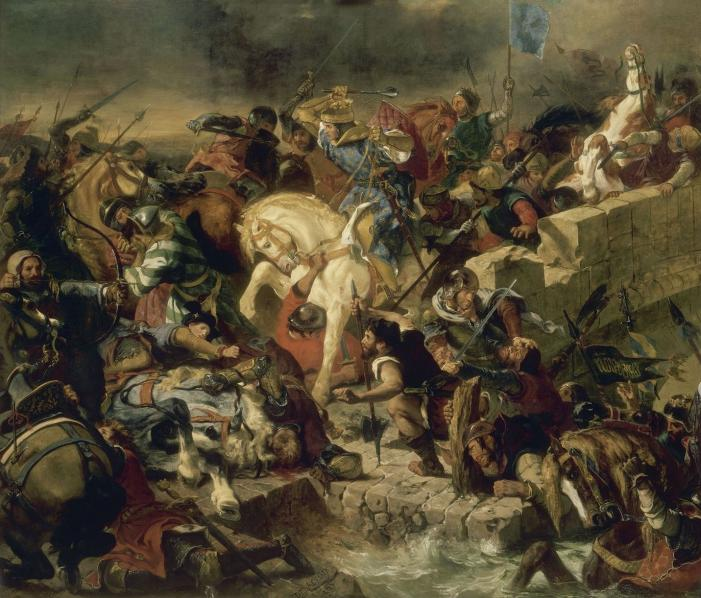
Эжен Делакруа Битва под Тайбуром 27 июля 1242 года

- 1240—1250 — Второй шведский крестовый поход в Финляндию[1].
- Никейский император Иоанн III выступает против императора Фессалоники Иоанна Ангела. Никейская армия берёт Рентин, осаждает Фессалонику и опустошает окрестности. Ангел признаёт себя вассалом Дуки и соглашается принять титул деспота[2].
- Английский король Генрих III Плантагенет предпринял попытку вернуть себе земли во Франции, утраченные его отцом, опираясь на восстание местных феодалов, но потерпел поражение от французского короля Людовика IX в битве при Тайбуре.
- В Тулузском графстве вспыхнул бунт, убито четыре инквизитора. В конце концов был подписан мир между графом Тулузским и французским королём, который подтвердил ранний договор 1229 года о переходе значительной части графства в королевский домен.
- Архиепископ Майнца завоевывает город Висбаден у Дома Нассау.
- Тамплиеры, не признавшие мирного договора Ричарда Корнуолла с Египтом, разоряют окрестности Хеврона.
- 30 октября — тамплиеры опустошают Наблус. Войско отправленное египетским султаном ас-Салихом Айюбом окружает Яффу, но на этом военные действия заканчиваются.
- В Магрибе, после ряда успехов против Альмохадов, Абу Закария Яхья I, правитель Хафсидов, побеждает Абдальвадидов покорив Тлемсен.
- Император Го-Сага восходит на трон Японии.
- Статуты венецианского дожа Якопо Тьеполо.
- Венгерский король Бела IV предоставил золотой буллой статус свободного королевского города Градецу (современный Загреб).
- К 1242 — Тевтонским орденом, который начал покорение Восточной Европы в 1230 году, покорил всю западную половину Пруссии, но на завоёванных землях началось восстание против ордена, подавленное только в начале 1250-х годов, в результате соглашения с племенной знатью пруссов (см. 1236 год)[3].

### Монгольская империя
- 1236—1242 — закончился Западный поход монголов. Поход войск Монгольской империи в Восточную и Центральную Европу во главе с чингизидом Батыем и военачальником Субэдэем[4].
- 1241—1243 — Монгольское завоевание Анатолии.[5]
- 1241—1242 — первое Монгольское вторжение в Венгрию[6].
  - Начало года — войска Батыя, переправившись через замёрзший Дунай, приступили к осаде Буды, Фехервара, Эстергома, Нитры, Братиславы и ряда других венгерских городов[6].
  - Вторая половина января — монгольское войско Кадана в попытке догнать бежавшего венгерского короля Белу IV  вторгаются в Хорватию. Разорены Загреб, на адриатическом побережье — Свач, Дривасто (близ Скадара) и Катарро[7]. Битва на Иеленском поле (около Риеки)[8] .
  - Март — монголы вышли к крепости Клис, но взять не смогли двинулись дальше: в Сербию и Болгарию, где встретились с отошедшими из Венгрии и Моравии отрядами Батыя[6].
  - Монголы назначили в Венгрии баскака. Чеканка монет там стала производиться от имени великого хана[6].
  - Отход монголов через северную Сербию и Болгарию за Днепр, а затем за Волгу. Завершение Западного похода[9].
- Лето и зима 1241/1242 — набег монголов на Священную Римскую империю (часть Западного похода монголов)[10].
- Весна — Монгольское вторжение в Болгарию[11]:
  - Весна — монгольские тумены под предводительством хана Батыя и Кадана вторглись в Сербию, а затем в Болгарию[11].
  - 11 апреля — битва на реке Шайо. Венгерская армия потерпела сокрушительное поражение[12].
  - Болгария была вынуждена платить дань монголам[11].
- После смерти Чагатая (ум. 1242) Бату-хан считался номинальным старейшиной рода Чингисидов. Боролся за устранение с каанского трона династии Угэдэя и за воцарение своего двоюродного брата Мункэ, при котором стал фактическим соправителем, разделив с ним Чагатайский улус в Средней Азии[13].
- Байджу-нойон, сменивший Чормагана на посту командующего монгольскими войсками в северном Иране и Закавказье, вторгается на территорию Конийского султаната и после двухмесячной осады берёт город Эрзерум[14].
- Монголы полководца Баджу с армянами и грузинами отправились в поход на Эрзурум (Карин), который без особого труда захватили и разграбили. Вскоре грузинские союзники татар взяли Сивас и Кайсери[15].

## Русь
Правление: 1238—1240, 1241—1243 (номинально) —  Михаил Всеволодович и 1236—1238, 1243—1246 — Ярослав Всеволодович (с этого года на Руси начинается великое владимирское правление). 

### Правление Михаила Всеволодовича

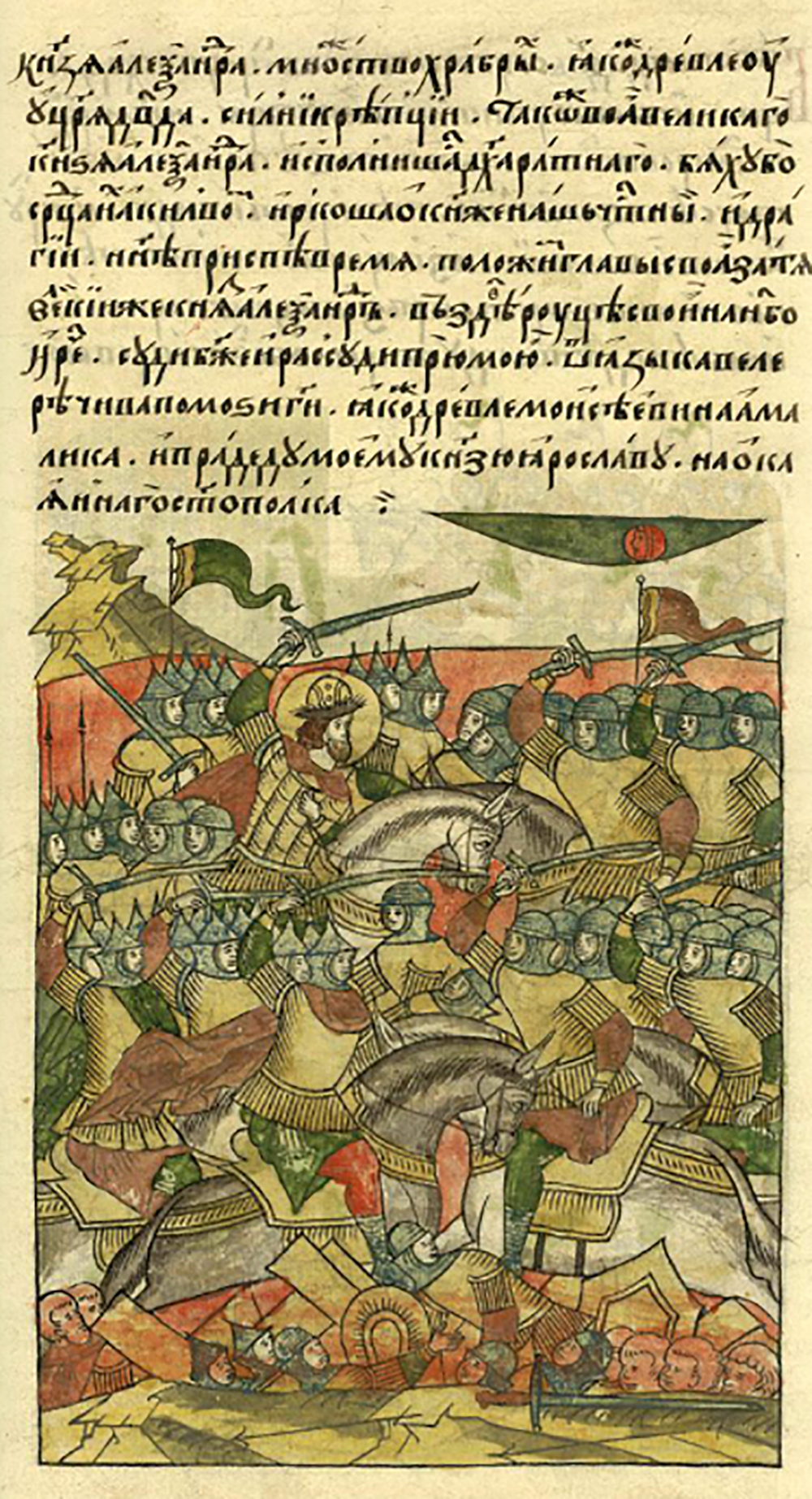
Ледовое побоище. Миниатюра Лицевого летописного свода, середина XVI века

- Начало года — Александр Невский получив помощь от отца, с владимирскими полками брата Андрея Ярославича вторглись в Чудскую землю и перерезали все пути соединяющие Ливонский орден и немецкие епископства в Прибалтике со Псковом захваченного немцами в 1241 году[16].

- Русские войска начали опустошать земли эстов, союзников Ордена[16].
- У местечка Моосте близ реки Лутсу немцам удалось разгромить передовой отряд Александра Невского под командованием Домаша Твердиславича (убит, брат новгородского посадника) и дмитровского наместника Ярослава Всеволодовича Кербета, что заставило Александра отступить к Чудскому озеру[16].
- 5 апреля — победа русского войска под предводительством князя Александра Невского над ливонскими рыцарями в Ледовом побоище на Чудском озере[17].
- Немцы прислали в Новгород посольство, которое заключило мир с Александром Невским. Орден отказался от всех завоеваний 1240-1241 годов в Новгородской земле, отпустил псковских заложников и разменялся пленными[16].
- Ростислав Михайлович, давний противник Даниила и Василько Романовичей, пользуясь случаем, что княжеская резиденция перенесена из Галича в ново построенный город Холм, не надолго захватывает Галич[18].
- 1242—1244 — Даниил Галицкий воюет с Ростиславом Михайловичем, который получает помощь от своего тестя венгерского короля Белы IV и пытается захватить Галич и Перемышль[19].
- Состоялся съезд русских князей, на котором присутствовали представители отдельных князей, княжеских кланов и коалиций[20].

#### Правление Ярослава Всеволодовича
- 1242—1243 — Ярослав Всеволодович, первый русский князь поехавший в Золотую Орду ко двору хана Батыя и получивший там великое владимирское княжение[21][22].
- 1242—1480 — установление на Руси монголо-татарского ига[22].

## Начало правления
См.также: Список глав государств в 1242 году
- Халифат Аббасидов — халиф Абдаллах аль-Мустасим (1242—1258).
- Делийский султанат — Ала уд-Дин Масуд-шах (1242—1246).
- Чагатайский улус — хан Кара Хулагу (до 1246).[23]

## Родились
См. также: Категория:Родившиеся в 1242 году
- Маргарита Венгерская — католическая святая, дочь короля Белы IV.

## Скончались
См. также: Категория:Умершие в 1242 году
- 12 февраля — Генрих VII Гогенштауфен, король Германии (1220—1235), старший сын Фридриха II.
- 5 мая[24] — Чагатай, второй сын Чингис-хана.
- 7 октября — Дзюнтоку, император Японии (род. в 1197 г.)
- Камал ад-Дин Ибн Юнис — персидский математик, астроном и богослов.
- аль-Мустансир — багдадский халиф (1226—1242).
- Муизз ад-дин Бахрам-шах — делийский султан (1240—1242).